# رویدادهای پس از اعلام نتیجه انتخابات ریاست‌جمهوری ایران (۲۸ خرداد)
|  |

## درگیری در مجلس
در پی اعلام ماهیت واقعی لباس شخصی‌هایی که به دانشجویان و مردم حمله کردند، نمایندگان حامی دولت به مخالفت شدید پرداختند که سرانجام کار به درگیری فیزیکی کشید. هنگامی که نایب رئیس مجلس نتایج بررسی ماجرای کوی دانشگاه را قرائت می‌کرد و ایشان را کسانی دانست که حامی میرحسین نبوده و اغتشاشات را دامن می‌زنند روح الله حسینیان، حمید رسایی و مهدی کوچک‌زاده سه نماینده شاخص حامی احمدی نژاد معترض شدند که نباید این گزارش قرائت شود و پس از آن درگیری لفظی آغاز شد و در نهایت کار به درگیری فیزیکی کشید. سپس حامیان دولت از قرائت گزارش پشت پرده ماجراهای حمله به کوی دانشگاه، مجتمع مسکونی نمایندگان و مردم تهران در صحن علنی مجلس ممانعت به عمل آوردند که این امر موجب شد جو مجلس متشنج شود.